# Sarıhıdır, Ürgüp
Sarıhıdır là một xã thuộc huyện Ürgüp, tỉnh Nevşehir, Thổ Nhĩ Kỳ. Dân số thời điểm năm 2011 là 432 người.